# Harald Bonimeier
Harald Bonimeier (* 6. September 1990) ist ein deutscher Fußballspieler.

## Werdegang
Nach der Mittleren Reife absolvierte Bonimeier eine Ausbildung zum Kaufmann für Bürokommunikation. Wie sein älterer Bruder Roland begann er in den Juniorenmannschaften des SV Haiming Fußball zu spielen. Mit zehn Jahren folgte er seinem Bruder zum Nachbarverein SV Wacker Burghausen und durchlief dort die Jugendmannschaften. Mit dem A-Junioren-Team des Vereins spielte er zwei Saisons in der Bundesliga.
Am 30. Oktober 2010 gab er beim Drittligaspiel des SV Wacker gegen Kickers Offenbach nach Einwechslung in der 90. Minute sein Profidebüt. Im Sommer 2012 wechselte er zum TSV Buchbach in die Regionalliga Bayern. Seit 2014 spielt er beim SV Erlbach in der Oberliga Bayern Süd.